# Olha Kozakowa
Olha Ihoriwna Kozakowa (ukr. Ольга Ігорівна Козакова, ur. 14 marca 1951 w Odessie) – ukraińska siatkarka reprezentująca ZSRR, medalistka igrzysk olimpijskich, mistrzostw Europy i uniwersjady.

## Życiorys
Kozakowa była w składzie reprezentacji Związku Radzieckiego, która triumfowała na mistrzostwach Europy 1975 odbywających się w Jugosławii. W 1976 z reprezentacją wywalczyła mistrzostwo ZSRR i wystąpiła na igrzyskach olimpijskich w Montrealu. Zagrała wówczas we wszystkich trzech meczach fazy grupowej, w meczu półfinałowym oraz w przegranym finale z Japonkami. W reprezentacji grała w latach 1975-1976. Jest dwukrotną złotą medalistką Uniwersjady, z 1973 i 1977.
Była zawodniczką klubu Burewisnyk / Medin z Odessy, z którym zajęła 3. miejsce mistrzostwach ZSRR w 1971 i triumfowała w Pucharze ZSRR w 1974.